# Hazlehurst (Géorgie)
Pour les articles homonymes, voir Hazlehurst.
Hazlehurst est une ville de Géorgie, aux États-Unis. Il s'agit du siège du comté de Jeff Davis.

## Démographie
| 1890 | 1900 | 1910  | 1920  | 1930  | 1940  |
| ---- | ---- | ----- | ----- | ----- | ----- |
| 290  | 793  | 1 181 | 1 383 | 1 378 | 1 732 |

| 1950  | 1960  | 1970  | 1980  | 1990  | 2000  |
| ----- | ----- | ----- | ----- | ----- | ----- |
| 2 687 | 3 699 | 4 065 | 4 298 | 4 202 | 3 787 |

| 2010  | - | - | - | - | - |
| ----- | - | - | - | - | - |
| 4 226 | - | - | - | - | - |